# Kufra (cràter)
Kufra és un cràter d'impacte del planeta Mart situat al sud del cràter Viver i al sud-oest de Chincoteague, i s'hi troba amb el sistema de coordenades planetocèntriques a 40.67 ° latitud N i 120.72 ° longitud E. L'impacte va causar un clot de 37.48 quilòmetres de diàmetre. El nom va ser aprovat l'any 1979 per la Unió Astronòmica Internacional, en honor de la localitat libia de Kufra.